# 罗尔贝格 (图林根州)
罗尔贝格（德語：Rohrberg）是德国图林根州的市镇，隶属于艾希斯费尔德县。总面积为3.57平方千米，截至2023年12月31日总人口为224人。